# Villavieja de Yeltes
Villavieja de Yeltes ist ein westspanischer Ort und eine Gemeinde (municipio) mit 688 Einwohnern (Stand: 2024) in der Provinz Salamanca im Westen der Autonomen Region Kastilien-León.

## Lage und Klima
Villavieja de Yeltes liegt nahe der portugiesischen Grenze in einer Höhe von ca. 740 m; die Provinzhauptstadt Salamanca befindet sich knapp 91 km (Fahrtstrecke) ostnordöstlich. Der Río Yeltes begrenzt die Gemeinde im Norden und Osten. Das Klima im Winter ist kühl, im Sommer dagegen durchaus warm; Regen (ca. 600 mm/Jahr) fällt überwiegend im Winterhalbjahr.

## Bevölkerungsentwicklung
| Jahr      | 1970 | 1981 | 1991 | 2001 | 2011 | 2021 |
| Einwohner | 1960 | 1523 | 1211 | 1113 | 924  | 745  |

Der kontinuierliche Bevölkerungsschwund (Landflucht) seit der Mitte des 20. Jahrhunderts ist im Wesentlichen auf die Mechanisierung der Landwirtschaft, die Aufgabe von bäuerlichen Kleinbetrieben („Höfesterben“) und den damit einhergehenden Verlust an Arbeitsplätzen zurückzuführen.

## Wirtschaft
Der Granitabbau in den Steinbrüchen ist ein wichtiger Wirtschaftsfaktor.

## Sehenswürdigkeiten
- Kirche Petri Ketten (Iglesia de San Pedro ad Vincula)
- Kapelle Unserer Lieben Frau (Ermita de Nuestra Señora de los Caballeros)
- Der Plaza Mayor im Ortskern
- Mühle am Yeltes
- Museum Hormigón Angel Mateos

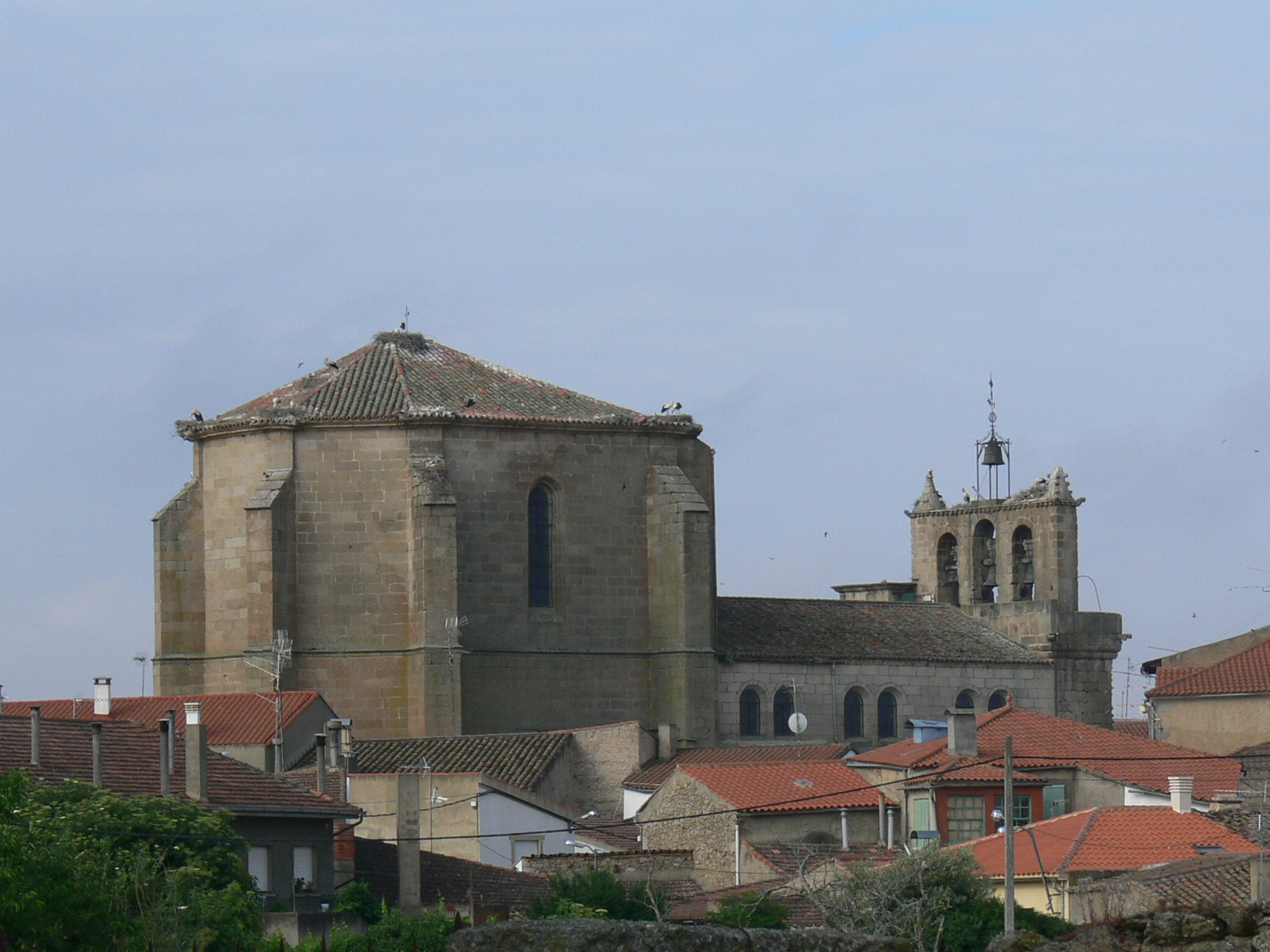
Kirche Petri Ketten
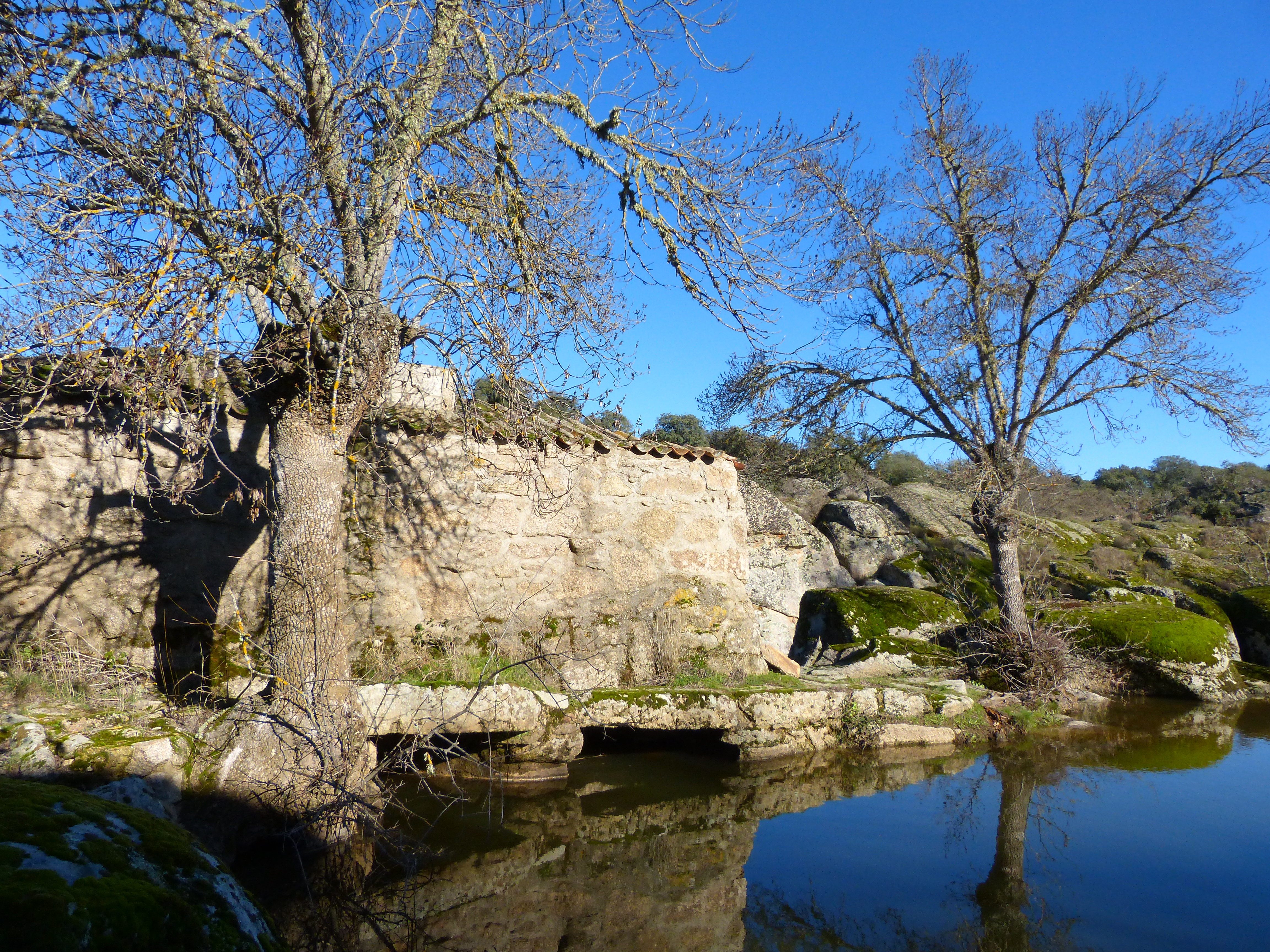
Mühle
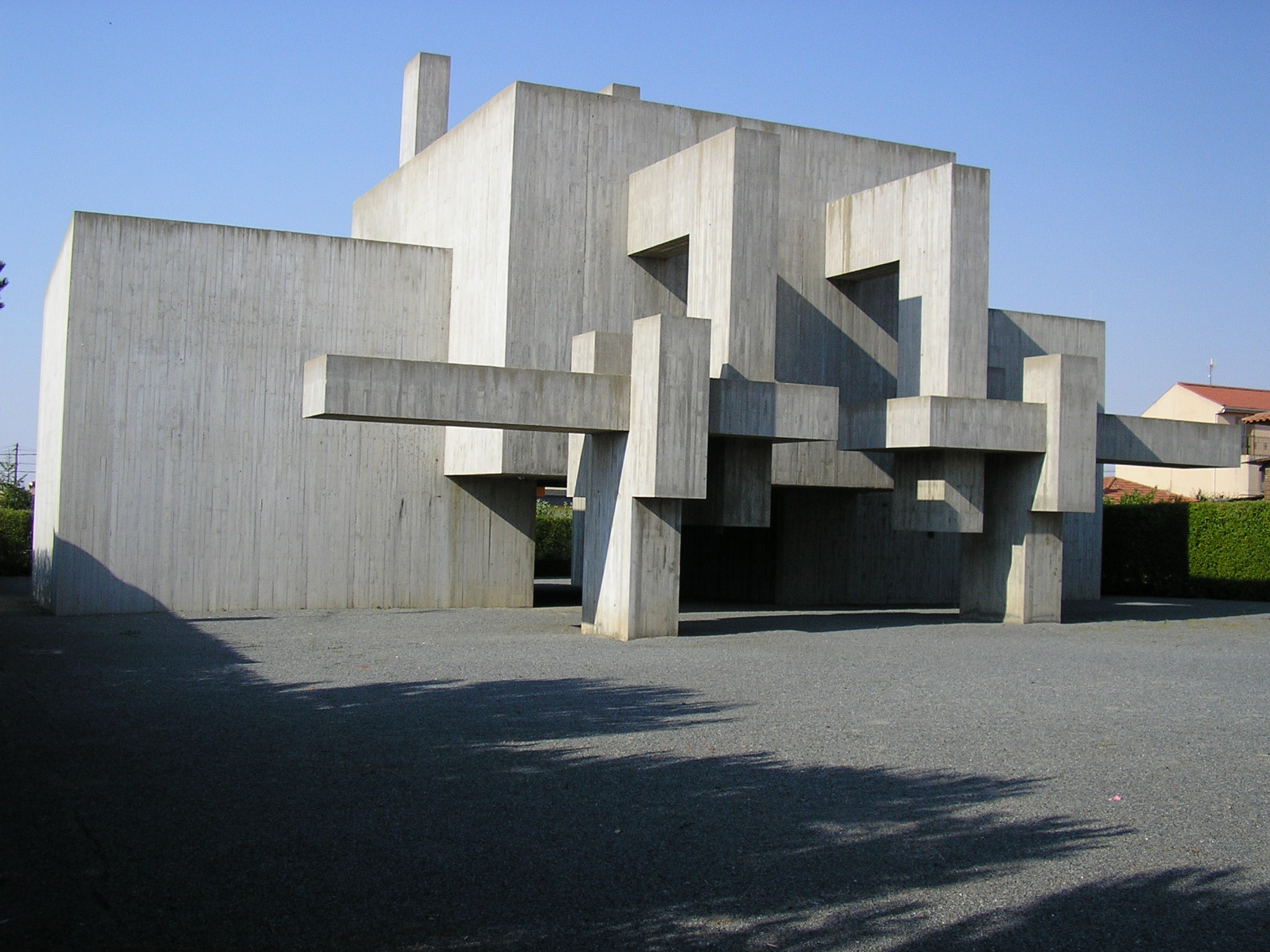
Museum Hormigón Angel Mateos

## Persönlichkeiten
- Ángel Mateos Bernal (* 1931), Bildhauer